# 提亚斯空军基地
提亚斯空军基地（阿拉伯语：‎），亦稱T-4空军基地（阿拉伯语：‎）是叙利亚空军设立于霍姆斯省提亚斯村（‎）北部的一处空军基地。

## 地理位置
位于叙利亚西部中线重镇霍姆斯与古城巴尔米拉之间。距离上和其东边的巴尔米拉约60千米，基地以西是富尔格卢斯（الفرقلس）镇，西南是盖尔耶泰因（القريتين）镇。

## 历史
在1980年代，苏联获准进入提亚斯空军基地定期部署海军飞机。

### 叙利亚内战
叙利亚内战期间，阿拉伯叙利亚空军和伊朗的精英部队利用空军基地进行对叙利亚反对派军事的行动。
- 2016年12月,ISIS（伊黎伊斯兰国）在帕尔米拉附近击溃亲政府部队的一天后，袭击了空军基地。ISIS声称在袭击空军基地期间摧毁了四架叙利亚军用飞机
- 2018年2月10日，以色列为了报复一架F16战斗机被击落，对该基地发动了空袭，并摧毁了机场塔台。[2]
- 2018年4月9日，据美国全国广播公司新闻报道[3]，美国政府高層官员星期一证实说，以色列战斗机在叙利亚中部空军基地进行空袭，并事先通知白宫其意图。空袭造成14人死亡，其中包括伊朗人。袭击目标是一个机动防空部队和空军基地内的一些建筑物。俄罗斯国防部表示，以色列的两架飞机以霍姆斯省T4空军基地为目标，发射八枚导弹。叙利亚方面击落了其中五枚，而其它三枚在基地西部落下。
- 2018年7月8日，叙利亚国家通讯社SANA在新闻报道中提到，叙利亚阿拉伯军队的防空系统回击了了以色列针对霍姆斯省的机场袭击，并击落了一些火箭并击中了其中一架敌机。以色列方面对此没有回应。[4][5]
- 2020年1月15日，以色列軍機對T4空軍基地發動攻擊，有4枚以色列飛彈擊中基地，敘利亞的防空系統實施攔截，在空襲中擊落幾枚飛彈[6]。

## 机场设施[7]
作为叙利亚空军在中部战区最重要的前线机场之一，基地占地面积超过10平方公里。

### 机库
该基地拥有54座地堡式（حظيرة إسمنتيّة）机库。

### 主跑道
拥有1条3000米长主跑道和两条副跑道。可起降包括大型运输机、战斗机、直升机在内的各种军用机型。

### 防空设施
叙军还该基地部署有萨姆-2、萨姆-3等防空系统。

### 地面力量
基地部署有20多辆坦克，其中包括T82。

## 飞行中队
机场部署的飞行中队有
- 1中队，使用米格-25PD / PU / RB
- 5中队，使用米格-25PD / PU / RB
- 819中队，使用苏-24MK
- 827中队，使用苏-22M -4

## 战略地位
该空军基地扼守着从霍姆斯经巴尔米直达叙利亚东部城市代尔祖尔的重要高速公路3号公路（霍姆斯至提亚斯空军基地段），32号公路（提亚斯空军基地至巴尔米拉段），20号高速路（巴尔米拉至代尔祖尔段）。
距基地东北约50公里处就是叙利亚的重要天然气产区Shaer气田所在地。